# Guennadi Pàdalka
Guennadi Ivànovitx Pàdalka (rus: Гeннадий Иванович Падалка) (Krasnodar, Unió Soviètica, 21 de juny de 1958) és un oficial de les Forces Aèries russes i cosmonauta de l'Agència Espacial Russa. Fins a l'octubre de 2012, Pàdalka manté el quart lloc de temps a l'espai resultant en 710 dies. Va treballar tant a la Mir com l'Estació Espacial Internacional.